# Тарлєв Костянтин Сергійович
Костянтин Сергійович Тарлєв (9 лютого 1987) — український шахіст, міжнародний гросмейстер (2013), тренер. 
Його рейтинг станом на лютий 2024 року — 2581 (260-те місце у світі, 12-те в Україні).

## Результати виступів у чемпіонатах України
| Рік  | Місто       | Турнір                 | + | − | = | Результат | Місце   |
| ---- | ----------- | ---------------------- | - | - | - | --------- | ------- |
| 2001 | Покров      | 70-й чемпіонат України | 3 | 3 | 3 | 4½ з 9    | 14-17   |
| 2002 | Алушта      | 71-й чемпіонат України | 4 | 1 | 4 | 6 з 9     | 36 — 48 |
| 2003 | Сімферополь | 72-й чемпіонат України | 2 | 2 | 5 | 4½ з 9    | 50 — 63 |
| 2005 | Рівне       | 74-й чемпіонат України | 0 | 2 | 0 | 0 з 2     | 1/16    |
| 2006 | Полтава     | 75-й чемпіонат України | 0 | 1 | 1 | ½ з 2     | 1/16    |
| 2007 | Харків      | 76-й чемпіонат України | 3 | 5 | 1 | 3½ з 9    | 25      |